# زانغكنرونغ
زانغكنرونغ (بالإنجليزية: Zangqênrong)‏ هي منطقة سكنية تقع في الصين في منطقة التبت.[بحاجة لمصدر] يقدر عدد سكانها بـ ؟؟ نسمة.